# Ladungswerfer
Ein Ladungswerfer ist eine Granatwaffe, die Granaten in einer steilen Flugbahn verschießt.
Anders als beim Mörser und seiner Munition ist der hintere Teil der verschossenen Granaten hohl und sie werden nicht aus einem Rohr, sondern von einem Stab verschossen. Die Granate wird auf diesen sogenannten „Stock“ aufgesteckt, dessen Ausrichtung ihr beim Abschuss die beabsichtigte Richtung vorgibt. Ein Flügelleitwerk stabilisierte die fliegende Granate. Weil es für die Geschosse keine Beschränkungen durch einen festen Abschussrohrdurchmesser gab, konnten je nach Bedarf verschiedene Kaliber eingesetzt werden.
Entwickelt wurden diese Granatwaffen Ende der 1930er-Jahre in Deutschland; sie wurden ab 1940 im Zweiten Weltkrieg begrenzt von den Pioniereinheiten der deutschen Wehrmacht eingesetzt, um Bunker und Minenfelder zu bekämpfen. Es gab einen leichten 20-cm-Ladungswerfer und einen schweren 38-cm-Ladungswerfer.
Die britische U-Boot-Abwehrwaffe Hedgehog sowie die Panzerabwehrwaffe PIAT nutzen dasselbe Prinzip.

## Ladungswerfer der Wehrmacht
20-cm-Ladungswerfer 
- Kurzbezeichnung: 20 cm leLdgW
- Geschossdurchmesser: 200 mm
- Stock-Durchmesser: 90 mm
- Stock-Länge: 540 mm
- Gewicht: 93 kg

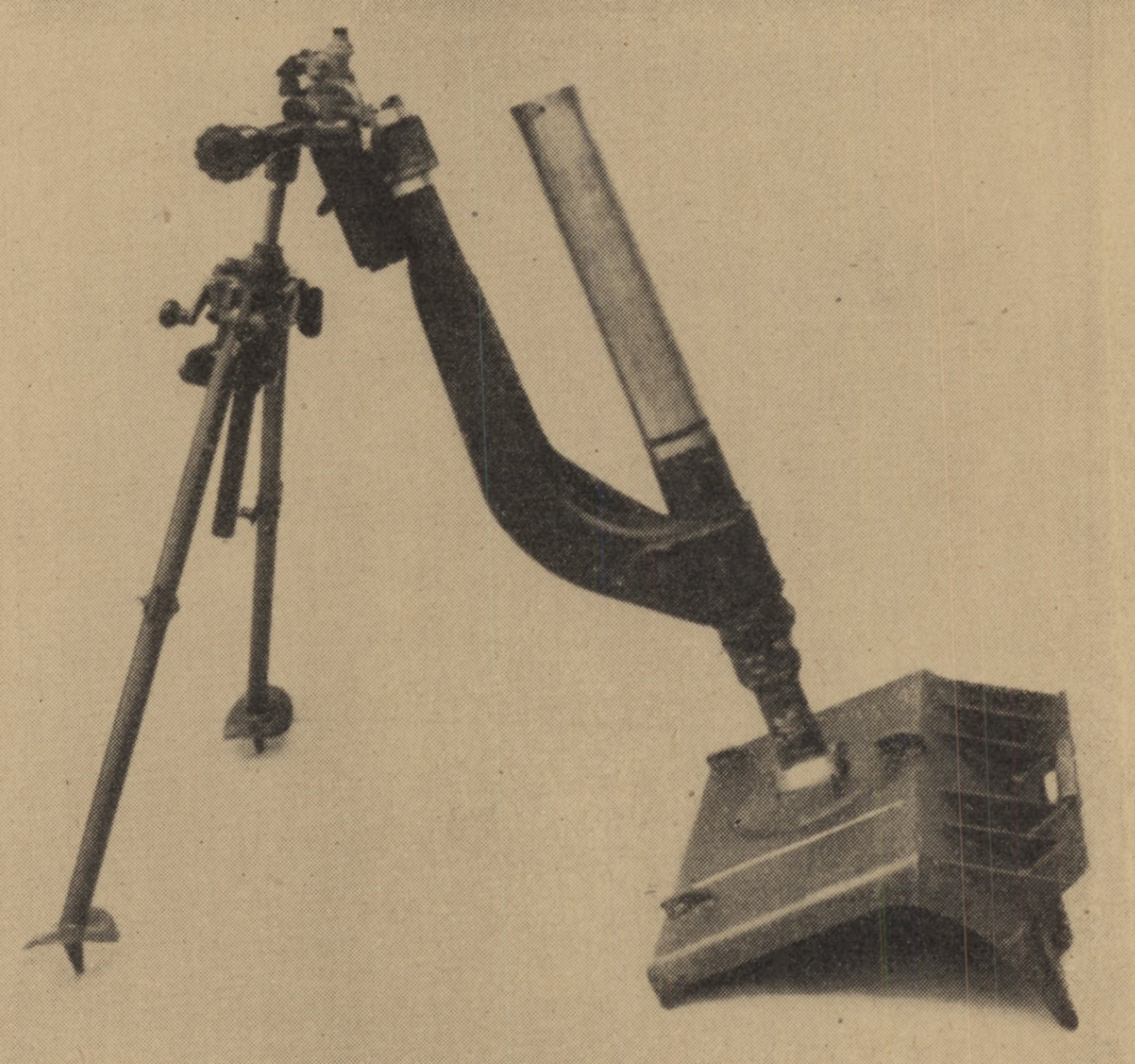
20 cm leichter Ladungswerfer

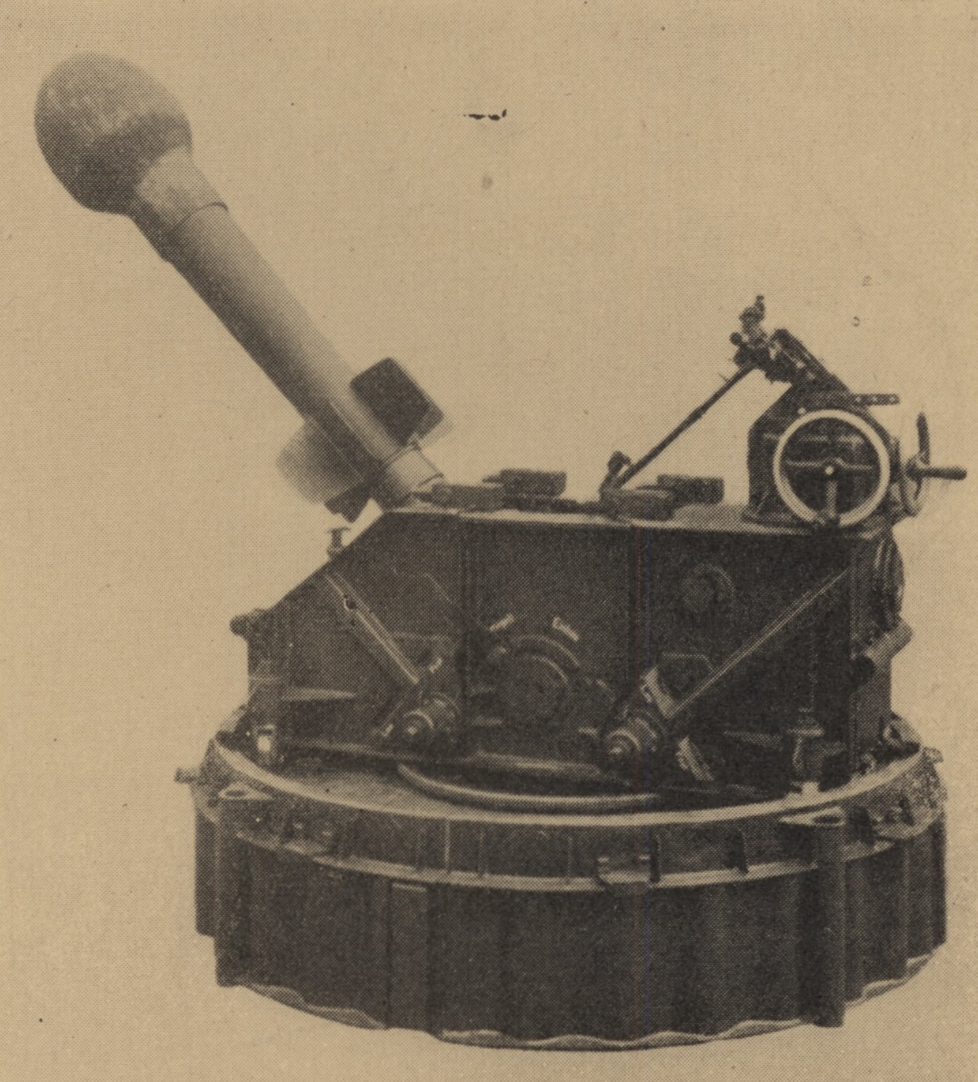
38 cm schwerer Ladungswerfer

- Mündungsgeschwindigkeit: 88 m/s
- Schussweite: 700 m

38-cm-Ladungswerfer 
- Kurzbezeichnung: 38 cm sLdgW
- Geschossdurchmesser: 380 mm
- Stock-Durchmesser: 169 mm
- Stock-Länge: 1680 mm
- Gewicht: 1658 kg
- Seitenrichtbereich: 360 °
- Höhenrichtbereich: +37 °/+85 °
- Mündungsgeschwindigkeit: 107 m/s
- Schussweite: 1000 m